# Fernando Saavedra
Fernando Saavedra (* 10. Oktober 1847 in Sevilla; † 1. Mai 1922 in Dublin; vollständiger Name Francisco de Borja Saavedra y Caro) war ein Priester im Orden der Passionisten, der sich durch einen Beitrag zur später nach ihm benannten Saavedra-Studie, einer Schachkomposition, in der Schachgeschichte verewigte.

## Leben
Saavedras Eltern zogen nach England, als er noch ein Kind war. 1866 trat er in den Orden der Passionisten ein und empfing die Priesterweihe am 30. November 1871 im St. Patrick’s College in Maynooth. Später wirkte er in Schottland und Irland und unterstützte in Spanien Projekte seines Ordens; so wurde er der erste passionistische Missionar in Spanien.
Saavedra war laut James Alexander Porterfield Rynd Mitglied des Clontarf Chess Club in Dublin, während David McAllister dafür keinen Beweis fand. Die Dublin Evening Mail berichtete 1889 und 1890 über mehrere Turniere, an denen Saavedra als Zuschauer teilnahm, erstmals bei einem Wettkampf am 7. November 1889. Harrie Grondijs sieht dies als Beweis für eine Mitgliedschaft Saavedras. Saavedra war 1890 als Fr. Fernando ein Löser von Schachproblemen der Dublin Evening Mail.
1891 ging Saavedra nach Glasgow, bei einem Problemschach-Löseturnier des Dublin Evening Herald erreichte er den geteilten dritten Platz. Von 1892 bis 1898 und von 1912 bis 1915 war er Mitglied des Glasgow Chess Club, von 1897 bis 1898 dessen Vizepräsident. Saavedra arbeitete von 1892 bis 1898 als Gefängniskaplan im Barlinnie Prison in Glasgow.
1895 fand er den Gewinnzug in einer vermeintlichen Remis-Studie Barbiers, die später als Saavedra-Studie in die Schachgeschichte einging.
Um den Jahreswechsel 1899/1900 reiste er nach Australien, um die dortige junge Gemeinschaft der Passionisten zu unterstützen. 1911 kehrte er krankheitsbedingt nach Spanien zurück und blieb von da an in Europa. Zu seinem 50-jährigen Priesterjubiläum erhielt Saavedra am 31. Mai 1921 einen von Papst Benedikt XV. unterschriebenen Gratulationsbrief. Nachdem sich über ein Jahr sein Gesundheitszustand verschlechtert hatte, verstarb Saavedra am Nachmittag des 1. Mai 1922  als Vizerektor von Mount Argus und fand in Dublin seine letzte Ruhe. Zum Gedenken an Saavedra hielt der Erzbischof von Sevilla, Luis de la Lastra y Cuestra, eine Sonderveranstaltung.